# Jelenča
Jelenča (cyr. Јеленча) – wieś w Serbii, w okręgu maczwańskim, w mieście Šabac. W 2011 roku liczyła 1717 mieszkańców.